# Mimopallenis albonotatus
Mimopallenis albonotatus is een keversoort uit de familie mierkevers (Cleridae). De wetenschappelijke naam van de soort is voor het eerst geldig gepubliceerd in 1941 door Pic.